# Chihuahua (chien)
Pour les articles homonymes, voir Chihuahua.
 (octobre 2009).
Si vous disposez d'ouvrages ou d'articles de référence ou si vous connaissez des sites web de qualité traitant du thème abordé ici, merci de compléter l'article en donnant les références utiles à sa vérifiabilité et en les liant à la section « Notes et références ».
Le chihuahua (en espagnol, chihuahueño ou chihuahua) est le chien le plus petit du monde. 
Il pèse parfois moins d’un kilogramme mais le poids officiel, selon le LOF et la Fédération cynologique internationale (FCI), est compris entre 1 et 3 kg. Le standard n'admet pas de chiens de poids plus élevé.
Son nom vient de l'État mexicain homonyme.

## Histoire
L'origine de la race canine des chihuahuas est incertaine. La présence de chihuahuas au Mexique précolombien est certaine, mais il est possible qu'on puisse remonter à une origine chinoise plus ancienne.

### Les chihuahas du Mexique

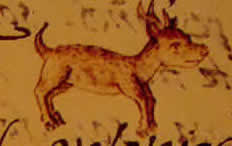
Techichi, Codex coloniaux.

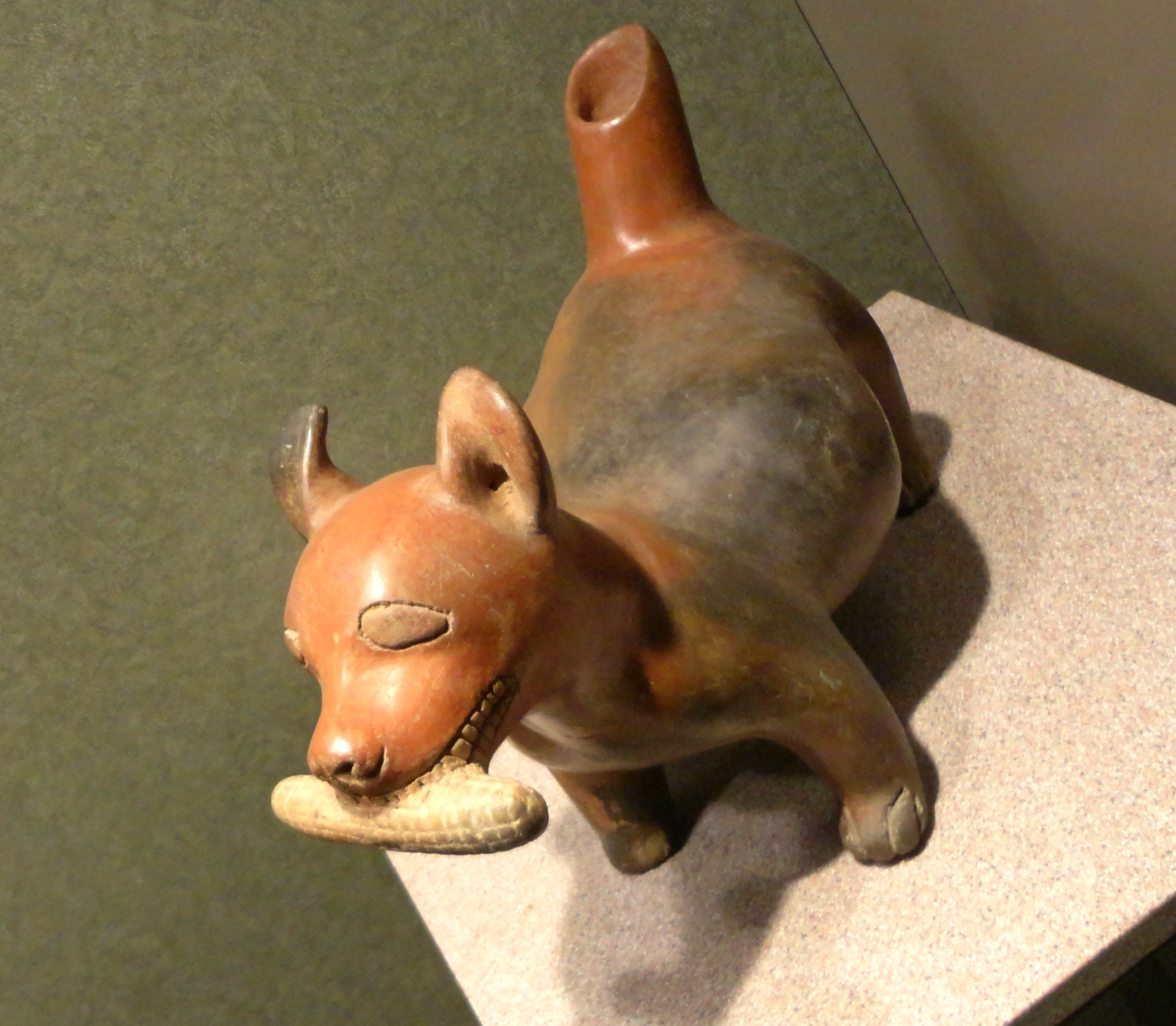
Techichi, Musée national d'anthropologie de Mexico.

Certains pensent qu'il s'agit d'un croisement de techichis et de tapeitzcuintles, chiens nus amérindiens. Et que cette race est originaire du territoire de l'actuel État de Chihuahua, dans le nord du Mexique, dont il aurait reçu le nom, dont l'étymologie est contestée (peut-être du nahuatl xicahua, « lieu sec et avec du sable »).
Des vestiges retrouvés au Mexique, parmi lesquels des poteries, des ossements, des pierres gravées, attestent de la présence de canidés ressemblant fortement au chihuahua aux époques toltèque puis aztèque,,.

### Hypothèse de l'origine chinoise

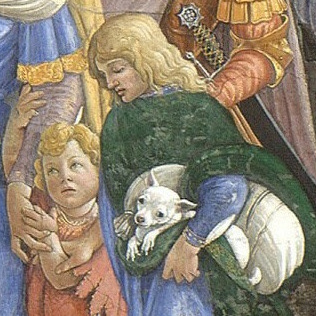
Détail des Les Épreuves de Moïse de Sandro Botticelli.

Cependant, un chien ressemblant beaucoup à un chihuahua est représenté dans un tableau de Sandro Botticelli, Les Épreuves de Moïse, peint en 1482 soit 10 ans avant l’arrivée de Christophe Colomb dans les îles Caraïbes, et quarante avant la conquête du Mexique par Cortès. 
On pourrait expliquer cela par une origine plus lointaine de ces races de chiens : ils pourraient être originaires de Chine, d'où proviennent certains autres chiens nus, suivant les tribus nomades qui franchissaient le détroit de Béring pour s'établir sur le continent américain. Les contrées asiatiques étant connues des Européens dès l'Antiquité grecque, des ancêtres du chihuahua pourraient avoir été rapportés en Europe plus tôt que les chihuahuas mexicains.

## Description physique
Le chihuahua est classé, dans la nomenclature de la Fédération cynologique internationale (FCI), dans le groupe 9 (chiens d’agrément et de compagnie), plus spécialement dans la section 6 (Chihuahueno), qui regroupe les chihuahuas à poil court et les chihuahuas à poil long.
Il est très résistant malgré son apparente fragilité. Sa longévité moyenne est évaluée aux alentours de quatorze ans et peut atteindre dans quelques cas une vingtaine d'années.  S'il est souvent présenté comme un chien  d'appartement, c'est un chien tonique, capable d'endurer de longues marches, parfait compagnon pour la randonnée. En liberté dans la nature, il adore courir avec d'autres chiens.

### Caractéristiques anatomiques
Son corps est compact et bien construit.
- Hauteur : de 15 cm à 20 cm[10].
- Ligne du dessus : Droite.
- Garrot : Peu marqué.
- Dos : Court et ferme.
- Reins : Fortement musclés.
- Croupe : Large et forte ; presque plate ou légèrement inclinée.
- Yeux : Gros et très expressifs.
- Poitrine : Large et bien descendue, côtes bien cintrées ; vue de face, spacieuse, mais sans exagération ; vue de profil, elle descend jusqu’au niveau des coudes ; pas en forme de tonneau.
- Ligne du dessous : Nettement dessinée par un ventre bien remonté.
- Il y a une fourchette de poids pour le chihuahua. Aucun chihuahua ne fait le même ; il ne faut donc pas exiger un poids de ce chien. Dans tous les cas, une fois adulte son poids peut varier de 1 kg (peu souhaitable) à 3 kg.

### Santé
Malgré sa petite taille, le chihuahua n'est pas particulièrement de santé fragile.
Les accidents sont souvent dus à des fautes d'attention. Des erreurs de manipulation pourraient vite devenir des catastrophes, parfois fatales. Ce petit chien demande donc une attention constante de ses maîtres. Le chihuahua est tellement vif qu'une chute peut être fatale quand on le prend brusquement dans les bras. Il est aussi tellement petit qu'il ne résisterait pas si on s'asseyait sur lui ou qu'on le piétinait par mégarde. De ce fait, le chihuahua n'est pas un jouet et il convient de lui éviter la présence des bébés ou d'enfants en bas âge. Comme tous les petits chiens, il aime jouer et est très vigoureux. Il est robuste et peut accompagner ses maîtres en randonnée lorsqu'il a atteint l'âge adulte car il aime marcher. Par ailleurs c'est un chien qui recherche la chaleur ou le soleil il n'est pas rare de le voir se prélasser au soleil pendant de longs moments. Le Chihuahua est un chien très gourmand, et parfois difficile. Il mange particulièrement les aliments qui ont de l'appétence donc du goût. 

#### Défauts
- Comme tous les chiens de petite taille, le chihuahua est sujet à des toussotements lors d'efforts intenses, lorsqu'il est excité ou peureux ou encore lorsqu'il boit rapidement. Cela est généralement dû simplement à l'étroitesse de son larynx. Lorsque le chien prend de l'âge, cela peut toutefois être le symptôme d'une insuffisance cardiaque.
- Crâne étroit et bombé. Attention à sa tête quand il est petit car dans la plupart des cas sa fontanelle n'est pas fermée. Cela peut avoir un avantage, en cas de chute car le cerveau n'est pas compressé par une boite crânienne complètement fermée.
- Œil petit, enfoncé dans l’orbite ou saillant.
- Prognathisme supérieur ou inférieur, souvent causé par une mauvaise dentition. La double dentition se répare par une intervention chirurgicale simple et rapide qui diminue ou fait disparaître complément ce défaut dans la plupart des cas. En ce qui concerne les dents qui ne poussent pas ou mal vers 10 mois, la dentition définitive se fera tout doucement lorsque le chien deviendra adulte. Selon les individus, il se peut que la dentition définitive apparaisse vers 20 mois, mais cela ne handicape en aucune façon le chien.
- Luxation de la rotule : cela se manifeste par un boitement de la patte du chien qui évite de s'appuyer sur le membre qui le gêne. Cela peut venir d'un problème génétique, plus fréquent chez les chiens de petites tailles comme le chihuahua. Il n'y a pas grand chose à faire, si ce n'est d'éviter de faire faire de l'exercice au chien quand il boite, par exemple aux périodes de changements climatiques. On peut également améliorer son état grâce à une intervention chirurgicale. Quand il marche, il peut de lui-même repositionner sa rotule, lui permettant de courir, puis celle-ci peut se déboîter de nouveau. Ce phénomène peut diminuer lorsque le chien prend de l'âge, car sa musculation se renforce et lui permet d'être plus robuste sur ses pattes.
- Tendance à l'hypoglycémie en cas de stress ou de non alimentation durant plusieurs heures. Ce problème arrive plus particulièrement dans les tout premiers mois où il doit s'alimenter très régulièrement. Le chihuahua a un odorat très développé et si sa nourriture a une mauvaise odeur, il ne la mangera pas. Passés les premiers mois, quand on aura trouvé la nourriture appropriée, inutile de continuer à lui donner du glucose ou du miel.
- La plupart des chihuahuas, comme certains pinschers nains, ont un problème de pénis collé au ventre.

### Robe

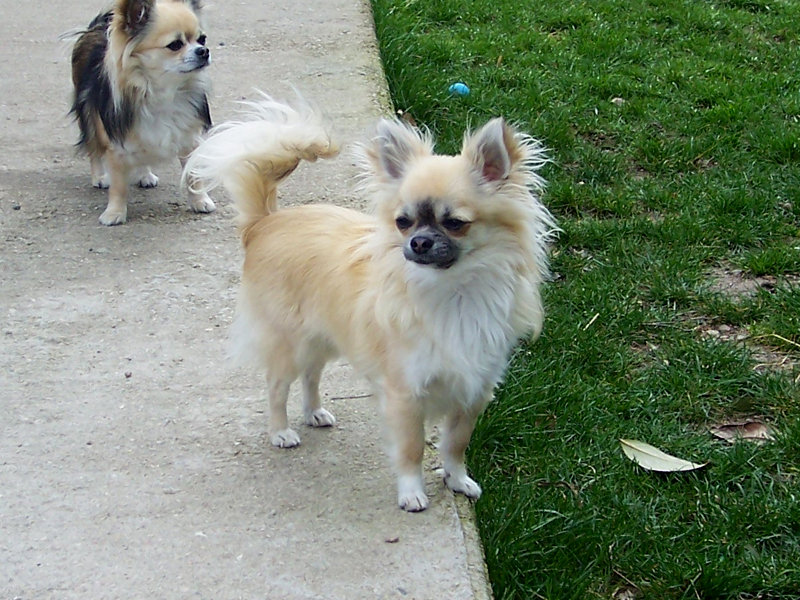
Chihuahuas à poil long.

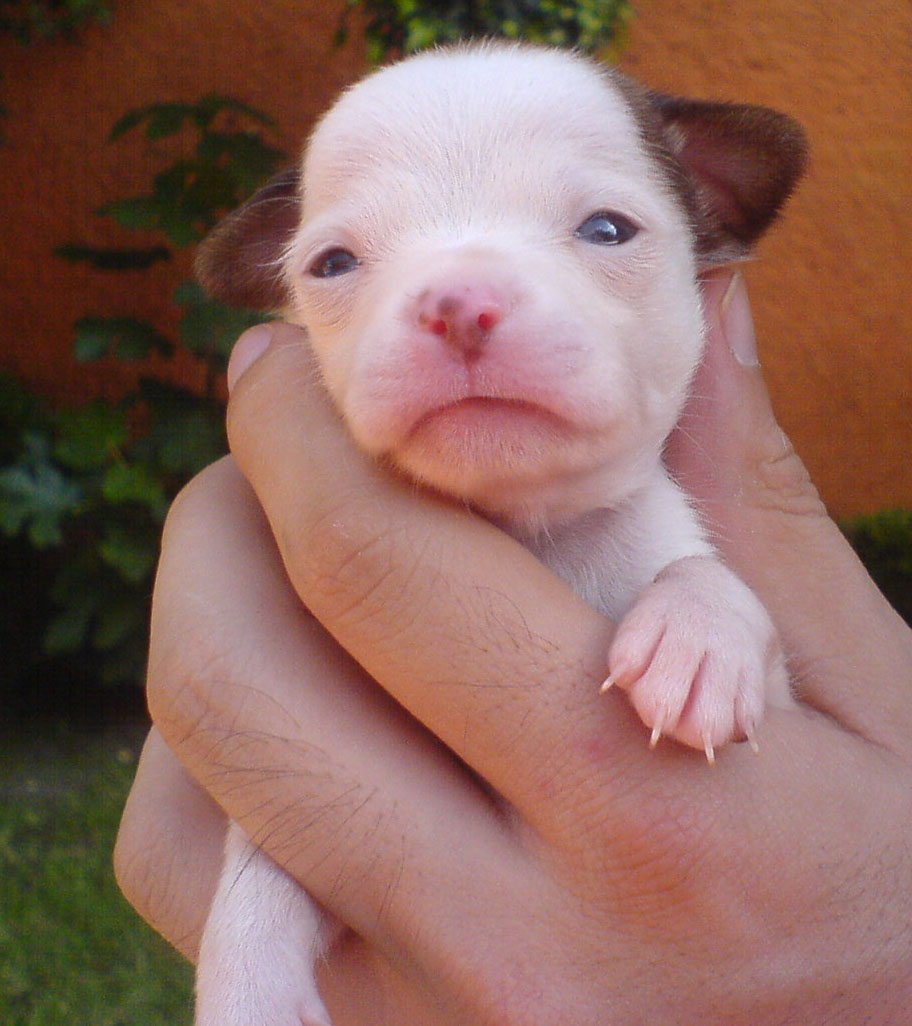
Chiot chihuahua.

- Poil : Il y a deux variétés de poil dans cette race (poil long et poil court) : Variété à poil court : Le poil est court et bien couché sur tout le corps ; en présence de sous-poil, le poil est légèrement plus long ; un poil clairsemé à la gorge et au ventre ; il est légèrement plus long au cou et à la queue, court sur la face et les oreilles. Il est brillant et de texture douce.
- Variété à poil long : Le poil est fin et soyeux, lisse ou légèrement ondulé ; le sous-poil n'est pas trop dense ; il est plus long autour du cou et forme des franges aux oreilles, ainsi qu’un panache à la queue.
- Couleurs : toutes couleurs, souvent unicolore, blanc et noir ou crème ou alors couleur feu. Seule la couleur merle est interdite.

## Caractère
C'est un chien à fort tempérament qui peut être têtu, c'est pourquoi il faut l'éduquer comme un « vrai chien », sinon il peut devenir facilement irascible. Le chihuahua comprend très bien les ordres. Un ordre bref comme « non » (en le lui apprenant sinon il n'aura aucune valeur éducative), éventuellement répété, suffit à ce qu'il comprenne et fasse son éducation. Lorsque le Chihuahua est seul avec son maître un lien étroit souvent s'observe. Le chien est souvent avec son maître le protège et aime sa présence. Il comprend la plupart des intonations de la voix de son maître et peut y répondre. Il peut comprendre la plupart des ordres de celui-ci. Le Chihuahua sait s'adapter à beaucoup de situations car c'est un chien assez intelligent.
Comme tous les chiens, il doit être socialisé jeune pour apprendre à bien se comporter en présence d'étrangers. Il aboiera pour défendre ses ressources, mais acceptera ensuite la présence d'inconnus à condition de ne pas être dans des bras à ce moment précis. Se trouvant rassuré et en plus à la même hauteur que son adversaire, il pourrait se montrer alors agressif.
Lorsqu'il est bien éduqué et a une relation proche avec son maître  le chihuahua est un chien qui arrive à comprendre de nombreuses directives. Il n'est pas têtu, si on lui fait comprendre dès son jeune âge. C'est un chien très câlin qui aime les enfants. Il est toujours prêt à s'amuser. Malgré sa petite taille, c'est un chien qui ne se laisse pas impressionner. Il aime se retrouver avec d'autres chihuahuas ou petits chiens. 
À l'extérieur, le chihuahua peut jouer avec les autres chiens car il adore être en meute. Il sait jouer de son charme avec ses congénères, ainsi qu'avec les humains. Le chihuahua est très câlin et aime souvent se blottir dans les bras de son maître. L'une des activités favorites du chihuahua est de profiter du soleil. C'est pourquoi, on les retrouve souvent allongés dans des endroits ensoleillés.